# Raddon
Raddon – przysiółek w Anglii, w Devon. Leży 9,1 km od miasta Exeter, 64,2 km od miasta Plymouth i 254,2 km od Londynu. Raddon jest wspomniana w Domesday Book (1086) jako Radone/Redone/Raddona/Reddona.